# تريفيجنانو رومانو
تريفيجنانو رومانو هي مدينة صغيرة وبلدية في مدينة روما الكبرى، لاتسيو، وسط إيطاليا. ويبلغ عدد سكانها حوالي 5000 نسمة، وتقع على بحيرة براتشيانو البركانية. تبعد حوالي 47 كيلومترًا (29 ميلًا) عن روما.

## تاريخ
يعود وجود الناس في المنطقة إلى العصر الحجري القديم، كما يتضح من مستوطنة لا مارموتا في أنغيلارا سابازيا القريبة. استقر الأتروسكان في المنطقة لفترة طويلة: تم العثور على مقابر تعود إلى القرنين الثامن والسادس قبل الميلاد في التلال الواقعة شمال تريفيجنانو. يتم عرض القطع الأثرية المحفوظة جيدًا من اثنين من هذه المقابر في المتحف الروماني الإتروسكاني المحلي. في عام 387 قبل الميلاد، عندما سقطت فيي، غزا الرومان المنطقة بأكملها وقاموا في النهاية ببناء العديد من الفيلات على شاطئ البحيرة، بعضها الآن تحت الماء. تم بناء المنتجع الصحي الحراري الإمبراطوري الرائع والفيلا في فيكاريلو وقناة تراجان في وقت لاحق.

## وصلات خارجية
- الموقع الرسمي